# Plumularia goldsteini
Plumularia goldsteini is een hydroïdpoliep uit de familie Plumulariidae. De poliep komt uit het geslacht Plumularia. Plumularia goldsteini werd in 1882 voor het eerst wetenschappelijk beschreven door Bale. 